# Ustilaginaceae
De Ustilaginaceae vormen een familie van de klasse branden (Ustilaginomycetes) uit de onderklasse van de Ustilaginomycetidae.
Er zijn 18 geslachten bekend met 607 soorten, die tot deze familie behoren.

## Taxonomie
De taxonomische indeling van de Ustilaginales is als volgt:
Familie: Ustilaginaceae 

Geslachten:
- Ahmadiago
- Anomalomyces
- Anthracocystis
- Bambusiomyces
- Centrolepidosporium
- Eriocaulago
- Eriocortex
- Eriomoeszia
- Eriosporium
- Franzpetrakia
- Kalmanozyma
- Juliohirschhornia
- Langdonia
- Macalpinomyces
- Melanopsichium
- Moesziomyces
- Mycosarcoma
- Parvulago
- Pericladium
- Pseudozyma
- Shivasia
- Sporisorium
- Stollia
- Tranzscheliella
- Triodiomyces
- Ustilago
- Yenia